# Just Like Tom Thumb's Blues
Pistes de Highway 61 Revisited
Highway 61 Revisited Desolation Row
Just Like Tom Thumb's Blues est une chanson écrite et interprétée par Bob Dylan.  Elle fait partie de l'album Highway 61 Revisited.  Elle fut enregistrée le 2 août 1965, le même jour de l'enregistrement de Ballad of a Thin Man, la chanson Highway 61 Revisited et Queen Jane Approximately,,. Elle est considérée comme un des chefs-d'œuvre du Dylan des années 1960, et se présente comme un coup de maître assez comique ("a comic tour de force").

## Paroles
Just Like Tom Thumb's Blues suit le thème de la fatigue et du dégoût de la route, abordé déjà dans la chanson précédente, Highway 61 Revisited. Le chanteur se retrouve dans la ville de Ciudad Juárez, au Mexique à Pâques, dans une ambiance nauséeuse et de désespoir, entouré de prostituées et de saints hommes. Une fois là, il rencontre des femmes étranges, ressemblant à Sainte Annie et à la douce Melinda, ainsi que les autorités corrompues de la ville. Devant cette situation lugubre et glauque, il boit et se drogue pour oublier son impuissance.  Le titre met en place un décor de cauchemar, tandis que le chanteur est entraîné toujours plus loin dans une atmosphère sombre et négative, harcelé par l'alcool, la maladie, le remords et les souvenirs. Le décor et le contexte sont associés pour dresser un magnifique tableau de la conscience, terne et sale, sans pour autant permettre de discerner clairement le propos réel de la chanson. Mais dans l'étonnante strophe finale, le chanteur en a assez, trouve le moyen de remonter à la surface, laisse tout derrière lui et revient à New York, où la situation devrait être meilleure.
Comme beaucoup de titres de Highway 61 Revisited, Just Like Tom Thumb's Blues est chargée de références littéraires, parmi lesquelles des images rappelant le roman de Malcolm Lowry, Under the Volcano, le nom d'une rue tiré de la nouvelle d'Edgar Allan Poe Double assassinat dans la rue Morgue, et une référence au poème d'Arthur Rimbaud Ma Bohème, dans lequel Rimbaud raconte sa vie de Bohème et se dépeint comme "Petit-Poucet rêveur" ("Tom Thumb in a daze").

## La mélodie
Musicalement, "Just Like Tom Thumb's Blues" n'a pas de refrain, mais six strophes suivant le thème AABA, chaque suivant le modèle de rimes AAAA, le tout adouci et approfondi par de nombreux accords et les variations vocales de Dylan.  Les claviers, la batterie et les voix apportent de la nuance et du grain au titre.  Les claviers (panio et synthétiseur) sont particulièrement remarquables, du fait de leur utilisation combinée et novatrice, mêlant un Hohner Pianet électrique avec Al Kooper et un piano de saloon avec Paul Griffin.

## Autres sorties et réception
"Just Like Tom Thumb's Blues" apparaît également sur l'album Bob Dylan's Greatest Hits Vol. 2 (également connu sous le nom More Bob Dylan Greatest Hits en Europe) et sur un autre album compilation sorti uniquement en Europe et intitulé Bob Dylan's Greatest Hits 2. Une version alternative du titre apparaît sur l'album The Bootleg Series Vol. 7: No Direction Home: The Soundtrack.
Ce titre est assez populaire lors des concerts. Une version live enregistrée durant un concert donné à Liverpool le 4 mai 1966fut éditée sur la face B du titre I Want You, et plus tard sur l'album Masterpieces.  Le titre fut également joué lors du célèbre et controversé concert donné avec The Band, le soi-disant concert à l'Albert Hall, qui s'est en fait tenu au Free Trade Hall de Manchester le 17 mai 1966, et fut édité sur l'album The Bootleg Series Vol. 4: Bob Dylan Live 1966, The "Royal Albert Hall" Concert.
Dans une enquête parue en 2005 dans le magazine Mojo, "Just Like Tom Thumb's Blues" atteignit la 13e place des meilleures chansons de Bob Dylan.  En 2002, le magazine Uncut plaça "Just Like Tom Thumb's Blues" à la 38e place. Le compilateur de listes de critiques musicaux Acclaimed Music le classe 4285e titre le plus acclamé de tous les temps.

## Reprises
L'auteur-interprète canadien Gordon Lightfoot fut le premier à reprendre cette chanson, peu de temps après la sortie de Highway 61 Revisited.  Sorti début october 1965, la version de Lightfoot atteignit la 3e place des charts canadiens.
Le titre fut de nombreuses fois repris depuis.  Une version live interprétée par le chanteur canadien Neil Young apparaît sur son album The 30th Anniversary Concert Celebration.  On compte parmi les différents interprètes du titre Judy Collins, Frankie Miller, The String Cheese Incident, Entrance, Nina Simone, Bryan Ferry (sur son album Dylanesque sorti en 2007), Linda Ronstadt et les Grateful Dead, qui l'ont souvent interprété durant leurs concerts, notamment au View From the Vault. La version de Nina Simone change de ton par rapport à celle de Dylan.  Alors que celle de Dylan parle d'un être compatissant, bien que légèrement méprisant, vis-à-vis de la situation sans queue ni tête dans laquelle il se retrouve, celle de Nina Simone est une douloureuse prise de conscience à la première personne des illusions détruites et perdues, jusqu'à l'issue finale où le personnage central est laissé à l'abandon aux mains du destin.
Les Beastie Boys ont samplé les paroles "I'm going back to New York City, I do believe I've had enough" pour leur chanson "Finger Lickin' Good", sur leur album Check Your Head. Bob Dylan demanda $2000 pour l'utilisation de ce sample, mais Mike D réussit à le faire descendre à $700.
Au milieu d'une interprétation live du titre des X, "Devil Doll", le chanteur John Doe ajouta les paroles "I started out on Burgundy" et termina son hommage à Dylan par "I'm going back to Los Angeles, I do believe I've had enough".  Le titre est dans l'album best of des X, "Make the Music Go Bang" (2004).